# Pareumenes
Pareumenes är ett släkte av steklar. Pareumenes ingår i familjen Eumenidae.

## Dottertaxa tillPareumenes, i alfabetisk ordning[1]
- Pareumenes acutus
- Pareumenes advocatus
- Pareumenes artifex
- Pareumenes australensis
- Pareumenes bengalensis
- Pareumenes brevirostratus
- Pareumenes caffra
- Pareumenes carinulata
- Pareumenes chinensis
- Pareumenes enslini
- Pareumenes eximius
- Pareumenes imperatrix
- Pareumenes intermedius
- Pareumenes laboriosus
- Pareumenes laevis
- Pareumenes laminatus
- Pareumenes medianus
- Pareumenes mochii
- Pareumenes multicolor
- Pareumenes nigerrimus
- Pareumenes obtusus
- Pareumenes pictifrons
- Pareumenes pilifrons
- Pareumenes polillensis
- Pareumenes pullatus
- Pareumenes punctatissimus
- Pareumenes quadrispinosus
- Pareumenes samariensis
- Pareumenes sansibaricus
- Pareumenes steinbachi
- Pareumenes sublaevis
- Pareumenes taiwanus
- Pareumenes vindex
- Pareumenes violacea
- Pareumenes volatilis